# Carex van-heurckii
Carex van-heurckii är en halvgräsart som beskrevs av Johannes Müller Argoviensis. Carex van-heurckii ingår i släktet starrar, och familjen halvgräs.

## Underarter
Arten delas in i följande underarter:
- C. v. crassispiculata
- C. v. van-heurckii